# Całka względem miary wektorowej
Całka względem miary wektorowej – rozszerzenie konstrukcji całki Lebesgue’a na miary wektorowe. Potrzeba wprowadzenia całki w nowym sensie – względem miar wektorowych – zrodziła się w wyniku wzrostu znaczenia tych ostatnich we współczesnej matematyce i zastosowaniach, np. John von Neumann zbudował mechanikę kwantową w oparciu o miary spektralne, szczególne miary wektorowe.

## Konstrukcja
Niech {\displaystyle M} będzie niepustym zbiorem, {\displaystyle {\mathfrak {M}}} będzie σ-ciałem jego podzbiorów oraz niech {\displaystyle B({\mathfrak {M}})} oznacza zbiór wszystkich {\displaystyle {\mathfrak {M}}}-mierzalnych, ograniczonych odwzorowań zbioru {\displaystyle M} w ciało skalarów {\displaystyle K.} Dalej, niech {\displaystyle E} będzie ustaloną przestrzenią Banacha nad {\displaystyle K} oraz {\displaystyle \nu \colon {\mathfrak {M}}\to E} będzie miarą wektorową o ograniczonym półwahaniu, tj. {\displaystyle \|\nu \|(M)<\infty .}
Jeżeli funkcja {\displaystyle f\colon M\to K} jest {\displaystyle {\mathfrak {M}}}-mierzalna i przyjmuje tylko skończoną liczbę wartości, to można ją zapisać w postaci
{\displaystyle f=\sum _{j=1}^{N}\alpha _{j}\mathbf {1} _{A_{j}},}
gdzie {\displaystyle \alpha _{1},\dots ,\alpha _{N}\in K,} a zbiory {\displaystyle A_{1},\dots ,A_{N}\in {\mathfrak {M}}} są parami rozłączne i {\displaystyle \bigcup _{j=1}^{N}A_{j}=M.} Wzór
{\displaystyle T_{\nu }f=\sum _{j=1}^{N}\alpha _{j}\nu (A_{j})}
określa odzworowanie liniowe przestrzeni
{\displaystyle Y=\{f\in B({\mathfrak {M}})\colon \;\operatorname {card} f(M)<\aleph _{0}\}}
w przestrzeń {\displaystyle E.} Odwzorowanie to jest ciągłe oraz {\displaystyle \|T_{\nu }\|=\|\nu \|(M).} Podprzestrzeń {\displaystyle Y} jest gęsta, więc odwzorowanie {\displaystyle T_{\nu }} można jednoznacznie przedłużyć do odwzorowania ciągłego przestrzeni {\displaystyle B({\mathfrak {M}})} w przestrzeń {\displaystyle E,} które nadal będziemy oznaczać tym samym symbolem. Oczywiście, nadal {\displaystyle \|T_{\nu }\|=\|\nu \|(M).} Jeżeli {\displaystyle f\in B({\mathfrak {M}}),} to zamiast {\displaystyle T_{\nu }f} piszemy też
{\displaystyle \int \limits _{M}fd\nu .}
Jeżeli {\displaystyle f\in B({\mathfrak {M}})} oraz {\displaystyle x^{\star }\in E^{\star },} to
{\displaystyle x^{\star }\int \limits _{M}fd\nu =\int \limits _{M}fd(x^{\star }\circ \nu ).}
Jeżeli {\displaystyle A\in {\mathfrak {M}},} a {\displaystyle f\colon A\to K} jest ograniczoną funkcją {\displaystyle {\mathfrak {M}}}-mierzalną, to
{\displaystyle \int \limits _{A}fd\nu :=\int \limits _{M}f_{0}d\nu ,}
gdzie {\displaystyle f_{0}\colon M\to K} dana jest wzorem {\displaystyle f_{0}(x)=f(x),} gdy {\displaystyle x\in A} oraz {\displaystyle f_{0}(x)=0,} gdy {\displaystyle x\in M\setminus A.}
Jeżeli {\displaystyle A,B\in {\mathfrak {M}}} są rozłączne, a {\displaystyle f\colon A\cup N\to K} jest ograniczoną funkcją {\displaystyle {\mathfrak {M}}}-mierzalną, to
{\displaystyle \int \limits _{A\cup B}fd\nu =\int \limits _{A}fd\nu +\int \limits _{B}fd\nu .}
Analogicznie określa się całkę względem miary wektorowej przeliczalnie addytywnej.